# Geonoma epetiolata
Geonoma epetiolata är en enhjärtbladig växtart som beskrevs av Harold Emery Moore. Geonoma epetiolata ingår i släktet Geonoma och familjen Arecaceae. Inga underarter finns listade i Catalogue of Life.